# Frans Hoek

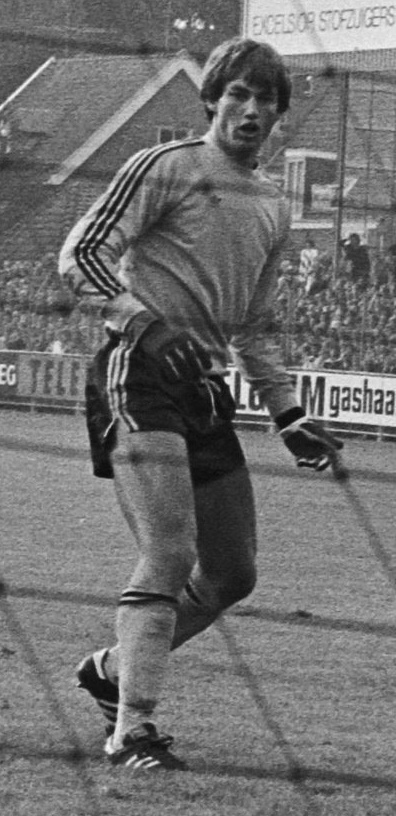
Frans Hoek

Frans Hoek (* 17. Oktober 1956 in Alkmaar) ist ein niederländischer Fußball-Torwarttrainer und ehemaliger Torhüter.

## Karriere
Als aktiver Fußballer stand Hoek ab 1973 beim FC Volendam zwischen den Pfosten. Hier spielte er zunächst in der Eerste Divisie und absolvierte ab 1977 in der Eredivisie 89 Spiele. Er erzielte am 25. September 1983 beim 1:1-Unentschieden im Match gegen Roda JC den Führungstreffer für sein Team – sein einziges Tor in der höchsten niederländischen Spielklasse.
Seine Karriere als Torwarttrainer begann 1985 bei Ajax Amsterdam. Dort bildete er unter anderem Edwin van der Sar aus. 1999 folgte er Cheftrainer Louis van Gaal zum FC Barcelona. Nachdem van Gaal Nationaltrainer der Niederlande geworden war und Hoek im Zuge dessen ebenfalls den FC Barcelona verlassen hatte, wurden beide 2002 wieder eingestellt. In der folgenden Saison wurde Víctor Valdés Stammtorwart. 2006 wurde Hoek Torwarttrainer des polnischen Nationalteams. Diese Tätigkeit übte er bis 2009 aus. Als Louis van Gaal 2010 Trainer beim FC Bayern München wurde, wurde später auch Hoek eingestellt. Ein Jahr später wurde er von seinen Aufgaben entbunden. Anschließend wurde er Torwarttrainer der niederländischen Nationalmannschaft. Zur Saison 2014/15 wechselt er gemeinsam mit Louis van Gaal zu Manchester United. Hoek wurde im August 2016 Torwarttrainer von Galatasaray Istanbul.
Seit 2008 ist Hoek Dozent an der Akademie des KNVB, darüber hinaus auch Dozent der FIFA und Mitglied des Panel of Instructors der UEFA.

## Bedeutung
Hoek gilt als „Torwarttrainer-Koryphäe“. Mit seinem Primat des mitspielenden Torhüters wirkte er einerseits an der Etablierung eines neuen Typus von Torhütern mit, gilt aber andererseits wegen seiner diesbezüglichen Anforderungen auch als Grund für die Probleme, die Spieler wie Robert Enke in Barcelona und Thomas Kraft beim FC Bayern hatten.

## Werke
- 1987: Keeperstraining, Tirion Sport, ISBN 978-90-5121-002-6 (niederländische Originalausgabe)
- 1990: Torwarttraining, BLV Verlagsgesellschaft mbH, ISBN 3-405-13882-5
- 1992: Videoserie De Voetbalkeeper, drei Teile; veröffentlicht in niederländischer, englischer, deutscher und japanischer Sprache